# Paul Zorner
Paul Zorner (rojen Paul Zloch), nemški častnik, vojaški pilot, letalski as in strojni inženir, * 31. marec 1920, † 27. januar 2014.
Med drugo svetovno vojno je v 272 bojnih poletih dosegel 59 zračnih zmag. Tudi njegov radijski operater Oberfeldwebel Heinrich Wilke je bil odlikovan s viteškim križcem železnega križca.
Na pogrebu Helmuta Lenta je bil eden od šestih članov častne straže, ki so jo sestavljali letalski asi in nosilci viteškega križca železnega križca: Günther Radusch, Hans-Joachim Jabs, Rudolf Schoenert, Heinz Strüning, Heinz-Martin Hadeball in Paul Zorner.

## Odlikovanja
- Ehrenpokal der Luftwaffe (31. avgust 1943)[4]
- Nemški križec v zlatu (20. marec 1944)
- Železni križec II. in I. razreda
- Viteški križec železnega križca (9. junij 1944)[5]
- Viteški križec železnega križca s hrastovimi listi (17. september 1944)[6]
- Medalja za zasluge reda za zasluge Zvezne republike Nemčije (2006)